# 彌生軒

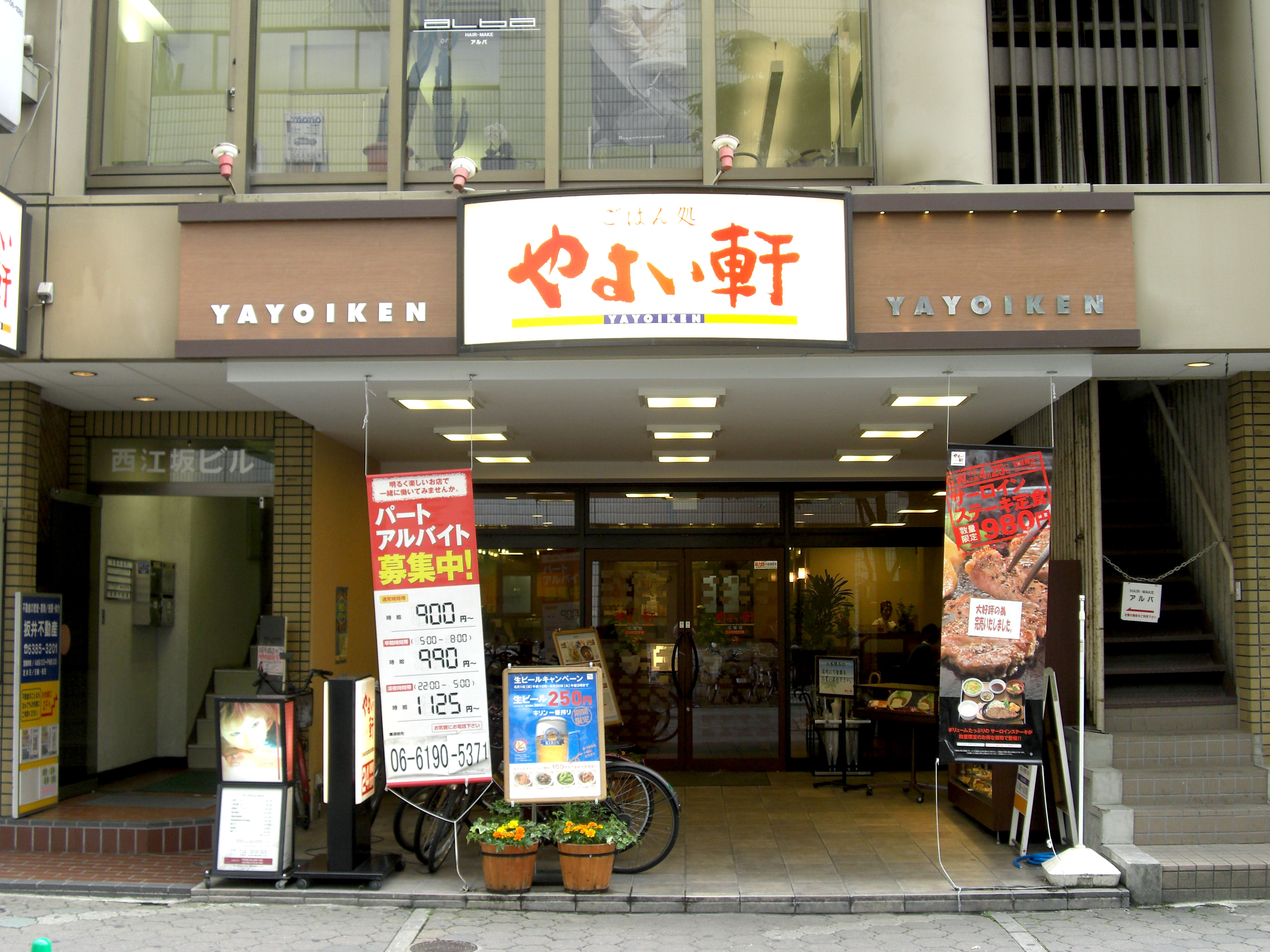
やよい軒江坂店

彌生軒（日语：やよい軒）是日本一家以專賣定食及丼飯為主的餐廳，母公司為Plenus（株式会社プレナス）。
開業初期名稱為，直到2006年7月名稱才變更為彌生軒。

## 簡介
- 1886年5月，Plenus創立者塩井末幸祖父塩井民次郎在東京日本橋茅場町的創立西洋料理店「彌生軒」，直到明治時代後期開始營業。
- 1989年12月，1號店於福岡市博多區開店，之後便以關東關西九州等地區展店。
- 2004年9月，彌生軒1號店「四谷4丁目店」於東京都新宿區開店。
- 2006年7月，正式改為彌生軒，之後開始於日本中部及日本中國地區展店。

## 營業區域
至2016年8月，日本35個都道府縣級行政區都有分店，直營店、加盟店合計310間
- 北海道地區：道央2
- 關東地區：東京都59、神奈川縣17、千葉縣17、埼玉縣16、茨城縣3、群馬縣3、栃木縣6。
- 北陸地區：新潟縣1、石川縣6、福井縣1。
- 中部地區：愛知縣6、靜岡縣6、山梨縣3、長野縣1、歧阜縣2。
- 關西地區：大阪府49、京都府9、兵庫縣7、奈良縣5、滋賀縣5、和歌山縣2。
- 中国地區：廣島縣14、岡山縣5、山口縣5。
- 四国地區：香川縣1、愛媛縣2。
- 九州沖繩地區：福岡縣29、熊本縣6、大分縣5、佐賀縣2、長崎縣3、宮崎縣3、鹿兒島縣5、沖繩縣4

## 海外分店
泰國：至2016年8月，泰國有129間店。
新加坡：7間。
澳洲：2間。
美國：1間，美國第一家分店於2016年2月、在加州帕羅奧圖開張。
台灣：第一間分店於2014年7月25日 ，在台北捷運松江南京站附近開幕。至2023年10月，台灣已有以下20間分店。
| 縣市   | 地址                            | 分店           |
| ------ | ------------------------------- | -------------- |
| 台北市 | 中山區南京東路二段97號1樓       | 南京松江店     |
| 台北市 | 士林區忠誠路二段70巷2號1樓      | 天母店         |
| 台北市 | 松山區南京東路五段92.94.96號1樓 | 南京三民店     |
| 台北市 | 大安區敦化南路二段269.271號1樓  | 敦南和平店     |
| 台北市 | 中正區懷寧街21號2樓             | 站前懷寧店     |
| 台北市 | 南港區忠孝東路七段371號B1       | 南港車站店     |
| 台北市 | 內湖區瑞光路407號1樓            | 內湖瑞光店     |
| 台北市 | 北投區振興街35號1-2樓           | 石牌振興店     |
| 台北市 | 中山區八德路二段306號B1         | 中崙大潤發店   |
| 台北市 | 中正區北平西路3號2樓(06號櫃）   | 台北車站店     |
| 新北市 | 新店區北新路二段128號2樓        | 七張店         |
| 新北市 | 板橋區中山路一段141-1號1樓      | 板橋中山店     |
| 新北市 | 板橋區縣民大道二段7號2樓        | 板橋車站店     |
| 新北市 | 淡水區中山路8號5樓              | 淡水店         |
| 新北市 | 樹林區樹新路40-6號7樓           | 樹林秀泰店     |
| 新北市 | 新莊區新北大道4段3號6樓         | 新莊宏匯店     |
| 桃園市 | 桃園區春日路618-1號2樓          | 桃園春日店     |
| 桃園市 | 八德區介壽路一段728號1樓        | 桃園八德置地店 |
| 新竹市 | 東區中央路229號7樓              | 新竹巨城店     |
| 台中市 | 東區進德路600號北館5F           | LaLaport台中店 |
| 台南市 | 歸仁區歸仁大道101號2樓          | 台南三井店     |

## 特徵
- 店內不論定食或是早餐，白飯全都是採自助無限量供應。
- 日本所有分店都是使用餐券販賣機，台灣分店則由顧客以平板電腦點餐。
- 部分店家不提供早餐。

## 外部連結
- 日本官网 （页面存档备份，存于）
- 台湾官网 （页面存档备份，存于）
- 新加坡官网 （页面存档备份，存于）
- 马来西亚官网 （页面存档备份，存于）